# Струпиці (Нижньосілезьке воєводство)
Струпиці (пол. Strupice) — село в Польщі, у гміні Хойнув Легницького повіту Нижньосілезького воєводства.
Населення — 181 особа (2011).
У 1975-1998 роках село належало до Легницького воєводства.

## Демографія
Демографічна структура станом на 31 березня 2011 року:
|          | Загалом | Допрацездатний вік | Працездатний вік | Постпрацездатний вік |
| -------- | ------- | ------------------ | ---------------- | -------------------- |
| Чоловіки | 100     | 20                 | 74               | 6                    |
| Жінки    | 81      | 19                 | 45               | 17                   |
| Разом    | 181     | 39                 | 119              | 23                   |